# Grand Prix automobile de Saint-Marin 1982
Le Grand Prix de Saint-Marin 1982 est la 361e course de Formule 1 courue depuis 1950 et la quatrième épreuve du championnat. Il s'est tenu sur le circuit Dino et Enzo Ferrari, à Imola, en Émilie-Romagne, le 25 avril 1982.

## Résumé
Boycottée par la quasi-totalité des écuries FOCA en signe de protestation contre les disqualifications de Nelson Piquet (Brabham) et Keke Rosberg (Williams) au Grand Prix du Brésil, l'épreuve a donné lieu à l'une des grilles de départ les plus réduites de l'histoire. 
L'épreuve a également été marquée par le duel fratricide en fin de course entre Didier Pironi et Gilles Villeneuve. Alors que le Canadien était en tête devant le Français en vue de l'arrivée, le stand Ferrari passa aux deux hommes le panneau « SLOW » (ralentir), une manière implicite de leur ordonner de geler leurs positions. Malgré cela, Pironi entreprit d'attaquer Villeneuve, lequel, passé le moment de surprise, lui répliqua. Le dernier mot revint finalement à Pironi. S'estimant trahi par son coéquipier et ami, Villeneuve, le visage fermé, refusa ostensiblement de célébrer le doublé Ferrari sur le podium.

## Classement
| Pos. | No | Pilote             | Écurie       | Tours | Temps/Abandon                      | Grille | Points |
| ---- | -- | ------------------ | ------------ | ----- | ---------------------------------- | ------ | ------ |
| 1    | 28 | Didier Pironi      | Ferrari      | 60    | 1 h 36 min 38 s 887 (187,733 km/h) | 4      | 9      |
| 2    | 27 | Gilles Villeneuve  | Ferrari      | 60    | + 0 s 366                          | 3      | 6      |
| 3    | 3  | Michele Alboreto   | Tyrrell-Ford | 60    | + 1 min 07 s 684                   | 5      | 4      |
| 4    | 31 | Jean-Pierre Jarier | Osella-Ford  | 59    | + 1 tour                           | 9      | 3      |
| 5    | 10 | Eliseo Salazar     | ATS-Ford     | 57    | + 3 tours                          | 14     | 2      |
| Dsq. | 9  | Manfred Winkelhock | ATS-Ford     | 54    | Disqualifié                        | 12     |        |
| Nc.  | 36 | Teo Fabi           | Toleman-Hart | 52    | Non classé                         | 10     |        |
| Abd. | 16 | René Arnoux        | Renault      | 44    | Turbo                              | 1      |        |
| Abd. | 23 | Bruno Giacomelli   | Alfa Romeo   | 24    | Moteur                             | 6      |        |
| Abd. | 32 | Riccardo Paletti   | Osella-Ford  | 7     | Suspension                         | 13     |        |
| Abd. | 15 | Alain Prost        | Renault      | 6     | Soupape                            | 2      |        |
| Abd. | 22 | Andrea De Cesaris  | Alfa Romeo   | 4     | Pompe à essence                    | 7      |        |
| Abd. | 4  | Brian Henton       | Tyrrell-Ford | 0     | Embrayage                          | 11     |        |
| Np.  | 35 | Derek Warwick      | Toleman-Hart |       | Batterie                           | 8      |        |

## Pole position et record du tour
- Pole position : René Arnoux en 1 min 29 s 765 (vitesse moyenne : 202,128 km/h).
- Meilleur tour en course : Didier Pironi en 1 min 35 s 036 au 44e tour (vitesse moyenne : 190,917 km/h).

## Tours en tête
- René Arnoux : 39 (1-26 / 31-43)
- Gilles Villeneuve : 11 (27-30 / 44-45 / 49-52 / 59)
- Didier Pironi : 10 (46-48 / 53-58 / 60)

## À noter
- 2e victoire pour Didier Pironi.
- 82e victoire pour Ferrari en tant que constructeur.
- 82e victoire pour Ferrari en tant que motoriste.
- Manfred Winkelhock est disqualifié car sa monoplace avait un poids non réglementaire.
- 67e et dernier départ en Grand Prix pour Gilles Villeneuve qui meurt deux semaines plus tard, à Zolder en percutant lors des essais du Grand Prix de Belgique la monoplace de Jochen Mass.